# Rouër Roy
Pour les articles homonymes, voir Roy.
Rouër Roy, ou Rouer Roy, baptisé Joseph-Rouaire-Audibert-François Roy (7 janvier 1821, Montréal, Bas-Canada - 27 juillet 1905, Montréal, Québec, Canada), est un avocat et fonctionnaire québécois.

## Biographie
Rouër Roy est le fils d'Émélie-Sophie Lusignany (plus tard Lusignan), d'origine italienne, et Joseph Roy, un marchand prospère et homme politique de Montréal. Rouër Roy complète ses études classiques au petit séminaire de Montréal puis entame une carrière en droit en 1838. En octobre 1838, Roy est engagé auprès du solliciteur général du Bas-Canada, Michael O’Sullivan, puis poursuit son stage de clerc auprès d'Andrew Stuart. Il est admis au Barreau en 1842, et sera pendant longtemps présent sur le conseil d'administration du Barreau de Montréal,.
Entre 1852 et 1855, la famille Roy entame deux constructions d'importance. La première est l'Immeuble Joseph-Roy, construit entre 1852 et 1854 en pierre grise de Montréal aux coins des rues Saint-Paul Est et de la Commune, près de la place Jacques-Cartier, une maison-magasin où le père de la famille, Joseph Roy, tenait un commerce spécialisé dans la vente d'articles d'église. La seconde construction est l'actuel Hôtel Riendeau, érigé entre 1852 et 1853, aussi en pière grise de Montréal et à la place Jacques-Cartier, une auberge que la famille Roy loue à divers intérêts. À la suite de la mort de Joseph Roy en 1856, Rouër et son frère Euclide deviennent les propriétaires des deux édifices,. En raison d'une faillite, les frères Roy perdent la possession des deux immeubles à la suite d'une saisie en 1885,,. 
En 1857, Rouër Roy épouse Corinne-Herminie Beaudry, fille de Jean-Louis Beaudry, future maire de Montréal. 
Dans les années 1860, Roy est d'abord examinateur pour le Barreau du Bas-Canada ainsi que membre du comité de la bibliothèque du Barreau de Montréal en 1864 et président de ce comité de 1881 à 1899. Le 9 avril 1862, Rouër Roy est fait Avocat de la ville de Montréal, poste qu'il partagera avec Henry Stuart, le fils d'Andrew Stuart. En 1865 et 1866, Roy accepte d'engager Joseph Tassé pour un stage de clerc. Le 18 juin 1875, Rouër Roy devient le premier chef d'un département chargé de s'occuper de tous les problèmes liés à un service de recouvrement contentieux, poste qu'il occupera de 1875 à 1897. Entre-temps, de 1887 à 1889, Rouër Roy est bâtonnier de Montréal et est élu bâtonnier du Québec le 1er juin 1888 pour le bâtonnat de 1888-1889,. En 1894, les archives de la Bibliothèque et Archives nationales du Québec montre également que Rouër Roy est président du Comité du Château Ramezay.
Rouër Roy était affilié avec la Société des Fils de la Liberté, marguillier de la basilique Notre-Dame de Montréal et a été président de la Société d'archéologie et de numismatique de Montréal pendant de nombreuses années. 

Rouër Roy est décédé le 27 juillet 1905 à l'âge de 84 ans. Il est enterré au cimetière Notre-Dame-des-Neiges.

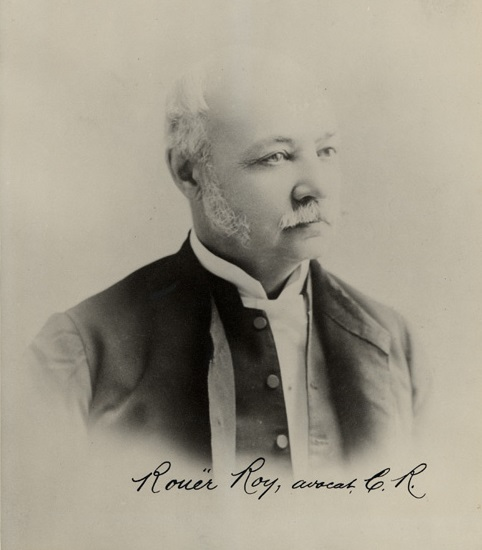
Rouër Roy, vers 1900.

## Hommages et distinctions

### Titre honorifique
- Conseiller de la reine

### Titre de civilité
- Monsieur le bâtonnier[10]

#### Droit
- Avocat, Juriste
- Droit au Québec, Droit civil
- Histoire du droit au Québec, XIXe siècle en droit au Québec, XXe siècle en droit au Québec
- Système judiciaire du Québec, Loi du Québec
- Barreau du Québec, Bâtonnier du Québec
- Barreau de Montréal, Districts judiciaires du Québec
- Code civil du Bas-Canada, Code criminel du Canada